# Victor Saglier
Victor Saglier (* 1809; † 1894) war ein französischer Goldschmied und Händler von englischem Minton-Porzellan.

## Leben und Werk
Saglier ist bekannt für seine Jugendstilarbeiten und fertigte mehrere Stücke für Louis Majorelle, Daum und Émile Gallé. Sein Stil ist typisch französischer Art Nouveau in der Sprache der École de Nancy. Er wurde oft von der Natur für seine Arbeit inspiriert, deren Logik sowohl beim Entwerfen von Formen als auch von Dekorationen half. Das Zeichen des Silberschmiedemeisters Victor Saglier ist ein Segelboot mit drei Masten in ovaler Form, umgeben von den Buchstaben V und S in einem Rechteck. 
Saglier fertigte Alltagsgegenstände wie Vasen, Schüsseln und Kannen aus Glas mit Metallmontierungen, Jardinieres, Tee- und Kaffeeservices und Kerzenleuchter in Bronze oder Gelbmetall versilbert oder Zinkguss.
Als er starb, wurde die Firma Victor Saglier in der Rue d'Enghien 12 in Paris zu Saglier Frères. Sie wurde von seinen Brüdern Eugène und André geführt, bis dieser 1948 starb.

## Bibliografie
- Majorelle, un Art de Vivre. Ville de Nancy, 2009, Seite 198.